# Peripatopsidae
Peripatopsidae (Bouvier, 1905) es una familia de Onychophora que cuenta con especies de invertebrados relativamente primitivos, restringidos a zonas templadas del hemisferio sur (Nueva Guinea, Australia, Tasmania, Nueva Zelanda, Sudáfrica y Chile). Poseen entre 14 y 25 pares de patas. Tienen glándulas salivales sin reservorio. Órganos coxales ausentes, glándulas crurales presentes en ambos sexos. Los gonoporos entre el último par de patas. Ovario con óvulos exógenos, folículos ováricos proyectándose hacia adentro del hemocele. Sin placenta.

## Géneros
- Acanthokara
- Aethrikos
- Aktinothele
- Anoplokaros
- Austroperipatus
- Baeothele
- Centorumis
- Cephalofovea
- Critolaus
- Dactylothele
- Dystactotylos
- Euperipatoides
- Florelliceps
- Hylonomoipos
- Konothele
- Kumbadjena
- Lathropatus
- Leuropezos
- Mantonipatus
- Metaperipatus
- Minyplanetes
- Nodocapitus
- Occiperipatoides
- Ooperipatellus
- Ooperipatus
- Opisthopatus
- Paraperipatus
- Paropisthopatus
- Peripatoides
- Peripatopsis
- Phallocephale
- Planipapillus
- Regimitra
- Ruhbergia
- Sphenoparme
- Tasmanipatus
- Tetrameraden
- Vescerro
- Wambalana